# NN-54
La carretera NN‑54 es una vía departamental secundaria en el departamento de Nueva Segovia, Nicaragua. Con sus aproximadamente 15,5 km, conecta Santa Rosa con Mozonte, enlazando con la NN-53 y proporcionando acceso regional hacia la carretera nacional NIC-15.

## Trazado y cruces
| km   | Localidad  | Departamento  | Conexión / Ruta |
| ---- | ---------- | ------------- | --------------- |
| 0,0  | Santa Rosa | Nueva Segovia | NN 53           |
| 7,8  | El Jícaro  | Nueva Segovia | —               |
| 15,5 | Mozonte    | Nueva Segovia | NIC 15          |

## Coordenadas
Uno de los tramos de la NN‑54 registra las coordenadas: 13°36′18″N 86°13′44″O / 13.6050, -86.2290